# Bonifacije Drakulica
Bonifacije Stjepović Drakulica (Drkolica; Lopud, oko 1500. – Temišvar, 1581.) bio je hrvatski franjevac, biskup, crkveni pisac i kustos Kustodije Svete Zemlje.

## Životopis
Od 1543. studirao je teologiju u Dubrovniku i Parizu. Zatim je bio predavač na dubrovačkom teološkom studiju.
Godine 1551. general franjevačkog reda imenuje ga kustosom Kustodije Svete Zemlje. Tu je dužnost obnašao četiri puta. Istovremeno je bio predstavnik Katoličke Crkve za Bliski Istok. Kupio je samostan Svetoga Spasitelja (1558.) te je uredio kupolu bazilike Svetoga groba. Prvi je nakon svete Jelene Križarice otvorio i pregledao Kristov grob te ga obložio mramorom. Sudjelovao je u radu Tridentskoga sabora. Izabran je 1564. godine za stonskog biskupa.
Umro je 1581. u Temišvaru, nakon što ga je Dubrovačka Republika prognala jer nije htio osuditi jednoga stonskog svećenika bez prethodnog saslušanja.

### Mrežna sjedišta
- Tatarin, Milovan. Drkolica (Drakulica), Bonifacije. Leksikon Marina Držića. LZMK. Zagreb.

### Članci
- Štefanić, Urban. 1994. Hrvatski franjevci i Isusova zemlja - Sveta zemlja. Crkva u svijetu. Sveučilište u Splitu - Katolički bogoslovni fakultet. Split. 29 (4): 414–5